# Château de Saint-Seine
Le château de Saint-Seine est un château récent implanté dans une enceinte médiévale situé à Saint-Seine-sur-Vingeanne (Côte-d'Or) en Bourgogne-Franche-Comté.

## Localisation
Le château est situé à proximité de l'église d'où il domine la vallée de la Vingeanne.

## Historique
Le château appartient à un dispositif complexe de trois châteaux situés de part et d'autre de la Vingeanne, mis en place dès le XIIe siècle par la famille de Saint-Seine, et auquel s'ajoute au XIVe siècle la maison-forte de Rosières. En 1469, « Saint Seigne sur Vingenne il y a trois maisons fortes, la première qui est à Monseigneur le Duc, l'autre à messire Le Gouz de Saint-Seine, et l'aultre qu'est une tour à Jehan seigneur de Saint Seigne ». En 1680, procès entre Étienne-Benoit Legouz-Maillard, seigneur de Saint-Seine-l'Église, et Jean-Baptiste Melin, seigneur de Saint-Seine-la-Tour, pour savoir lequel des deux a droit au titre de seigneur de Saint-Seine[réf. souhaitée].
Benoît-Etienne Legouz vend le château en 1728 à son cousin Bénigne-Germain Legouz qui reconstitue, par achats successifs, l'ancienne seigneurie. A la fin du XVIIIe siècle, son fils transforme le château qui depuis n'est plus sorti des mains de la famille Le Gouz de Saint-Seine.

## Architecture
Le château est un bâtiment rectangulaire qui occupe le flanc sud de l'enceinte médiévale cantonnée de tours rondes. L'entrée se fait au nord, par une porte monumentale dépourvue de traces de fortification. Les deux tours nord sont quasi-aveugles avec quelques canonnières à fentes de visées à l'étage de comble pour la tour nord-ouest et au second et troisième pour la tour nord-est. Les deux tours sud, qui flanquent le bâtiment moderne, ont été remaniées ultérieurement[réf. souhaitée].